# Castillo de Viacamp
El castillo de Viacamp se encuentra en el municipio oscense de Viacamp y Litera en la localidad de Viacamp a una altitud sobre el nivel del mar es de 860 metros en el valle del río Noguera-Ribagorzana

## Historia
Data del siglo XI. Desde aquí se ven las torres devensivas de las localidades vecinas de: Fals, Alsamora, Benabarre, Luzás, etc.

## Descripción
El conjunto fortificado se encuentra situado en lo alto de una meseta sobre la población de Viacamp y se compone de los restos del recinto amurallado, una esbelta torre cilíndrica y una ermita de origen románico, posiblemente la capilla del castillo.
La torre es de planta circular y mide alrededor de 11 metros de diámetro y 20 metros de altura, teniendo sus muros casi 3 metros de espesor. Tal como está construida, parece que se construyó a la vez desde el interior y desde el exterior, usando un andamiaje doble, debido al gran espesor de estos muros.
Como la mayoría de las construcciones defensivas de la época, la planta baja estaba cegada, teniendo el acceso en altura y orientada al sureste con un arco de medio punto. La planta baja hacía funciones de almacén y se encuentra cegada al exterior.
Tras la restauración realizada en los años 2005 y 2006, se ha podido intuir que la torre contaba con 5 plantas aunque en la actualidad sólo se conservan 4. El remate, hoy desaparecido tal vez fueran unos pequeños vanos defensivos a modo de almenas o un tejado cónico.
Muy cerca de la torre y dentro del recinto amurallado se encuentra la iglesia de San Esteban de Viacamp de origen románico, clásico de las fortalezas alto-aragonesas. Inicialmente estaba dedicada a San Miguel arcángel aunque después se dedicó a San Esteban. Junto a la iglesia se encuentra el antiguo cementerio, que no está abandonado.
Los restos del recinto exterior se encuentran en las zonas que bordean la cima de la mesetante y está compuesto con sillarejo y mampostería, con algún tramo de calidad. Se conservan restos de muros y basamentos o arranques de torres aunque de escasa altura.